# (33234) 1998 GL7
1998 GL7 (asteroide 33234) é um asteroide da cintura principal. Possui uma excentricidade de 0.10506460 e uma inclinação de 13.97931º.
Este asteroide foi descoberto no dia 2 de abril de 1998 por LINEAR em Socorro.